# 영등포구 을 (1971년 선거구)
영등포구 을은 대한민국의 옛 국회의원 선거구였다. 당시 서울특별시 영등포구의 일부 지역을 관할했다.

## 역사
8대 국회의원 선거를 앞두고 영등포구 갑 선거구 가운데 신길동, 대방동, 신대방동, 신도림동, 신림동이 영등포구 을 선거구를 형성했다.
9대 국회의원 선거를 앞두고 영등포구 갑과 합쳐지며 중선거구제 선거구인 영등포구 갑 선거구가 신설되면서 폐지되었다.

## 역대 국회의원
| 선거   | 정당 | 정당   | 의원   |
| ------ | ---- | ------ | ------ |
| 1971년 |      | 신민당 | 김수한 |

## 역대 선거 결과

### 대한민국 제8대 국회의원 선거
|  | 72.28% |

|  | 25.64% |

|  | 1.05% |

|  | 0.64% |

|  | 0.37% |